# Kurt Blome
Kurt Blome (Bielefeld, 31 gennaio 1894 – Dortmund, 10 ottobre 1969) è stato uno scienziato tedesco nazista di alto rango prima e durante la seconda guerra mondiale.
È stato vice capo della sanità del Reich (Reichsgesundheitsführer) e plenipotenziario per la ricerca sul cancro nel Consiglio di ricerca del Reich. Nella sua autobiografia Arzt im Kampf, ha equiparato il potere medico e militare nella loro battaglia per la vita e la morte.
Blome fu processato nel processo ai dottori nel 1947 con l'accusa di praticare l'eutanasia e condurre esperimenti sugli esseri umani. Ha solo ammesso che gli era stato ordinato, nel 1943, di sperimentare dei vaccini contro la peste sui prigionieri dei campi di concentramento. In realtà, a partire dal 1943, "assunse la responsabilità di tutte le ricerche sulla guerra biologica sponsorizzate dalla Wehrmacht" e dalle SS. Nonostante fosse stato assolto dalle accuse di crimini di guerra al processo ai dottori di Norimberga, ciò era dovuto principalmente all'intervento degli Stati Uniti poiché le sue prime ammissioni erano ben note. Era generalmente accettato che avesse effettivamente partecipato a esperimenti di guerra chimica e biologica sui detenuti dei campi di concentramento.

## Direttore del programma nazista di guerra biologica
Come plenipotenziario per la ricerca sul cancro nel Terzo Reich, Blome aveva un interesse di lunga data nell'uso militare di sostanze cancerogene e nei virus che causano il cancro. Secondo il libro di Ute Deichmann Biologi al tempo di Hitler, nel 1942 divenne direttore di un'unità affiliata al Central Cancer Institute dell'Università di Posen (Poznań). Sebbene sostenesse la tesi per cui il lavoro in questo istituto riguardasse solo misure "difensive" contro le armi biologiche, Heinrich Himmler, Hermann Goering ed Erich Schumann, capo della sezione scientifica della Wehrmacht, sostennero fermamente l'uso offensivo delle armi chimiche e biologiche contro la Gran Bretagna, l'Unione Sovietica e gli Stati Uniti. Nel 1943, Schumann scrisse al dottor Heinrich Kliewe, uno degli esperti di guerra biologica della Wehrmacht, che "in particolare, l'America deve essere attaccata simultaneamente con vari patogeni epidemici umani e animali, nonché con parassiti delle piante". Secondo Kliewe, peste, tifo, colera e antrace venivano sviluppati come armi, nonché un nuovo "mezzo sintetico per la diffusione di questi batteri" che avrebbe permesso loro di rimanere virulenti per otto-dodici settimane.
Come parte del programma nazista di guerra biologica, nome in codice Blitzableiter (parafulmine), l'istituto di Blome era quindi "un'operazione camuffata per la produzione di agenti di guerra biologica", e la sua costruzione era supervisionata da Karl I. Gross, un ufficiale delle SS e specialista nelle malattie tropicali, che aveva condotto esperimenti letali su 1.700 prigionieri nel campo di concentramento di Mauthausen.
L'istituto era circondato da un muro alto tre metri e custodito da una speciale unità SS, progettato per impedire il rilascio accidentale dei vari agenti biologici che vi si producevano. Nel maggio 1944, l'istituto aveva sezioni dedicate a fisiologia-biologia, batteriologia e vaccini, radiologia, farmacologia, statistiche sul cancro e una coltura dei tumori, e aveva ricevuto almeno 2,7 milioni di Reichsmark in finanziamenti dalla Wehrmacht e dalle SS nel 1943-45.
Blome ha lavorato sui metodi di conservazione e dispersione di agenti biologici come peste, colera, antrace e tifo, e ha anche infettato i prigionieri con la peste per testare l'efficacia dei vaccini. All'Università di Strasburgo, una "unità speciale" guidata dal prof. Eugen von Haagan e con l'impiego di ricercatori come Kurt Gutzeit e Arnold Dohmen, ha testato tifo, epatite, nefrite e altre armi chimiche e biologiche sui detenuti dei campi di concentramento. Gutzeit era responsabile della ricerca sull'epatite per l'esercito tedesco, e lui ed i suoi colleghi hanno condotto esperimenti sui virus su pazienti mentali, ebrei, prigionieri di guerra russi e zingari a Sachsenhausen, Auschwitz e in altre località. Nell'ottobre 1944, Himmler ordinò anche a Blome di sperimentare la peste sui prigionieri dei campi di concentramento.

## Uso degli insetti come vettori nella guerra biologica
Nel 1943, Blome propose di diffondere la malaria "artificialmente per mezzo di zanzare", e sperimentò sui prigionieri di Dachau e Buchenwald i pidocchi per provocare epidemie di tifo. Eduard May, direttore della Divisione Entomologica dell'Istituto SS per la Ricerca Pratica in Scienze Militari, ricevette una commissione per sperimentare sui prigionieri dei campi di concentramento con "insetti umanamente dannosi" a partire dall'ottobre 1943, che era strettamente connesso con il programma della guerra biologica di Blome. May ha collaborato con lui negli esperimenti sulla "trasmissione artificiale di massa del parassita della malaria all'uomo", con zanzare infette lanciate dagli aerei. Inoltre, la sezione veterinaria della Wehrmacht, che comprendeva progetti di ricerca sulle malattie degli animali condotti da Erich Traub presso l'Istituto Insel Riems, stava sviluppando metodi per diffonderli tramite aerei in Gran Bretagna, Stati Uniti e Unione Sovietica.
Come l'istituto di ricerca sul cancro di Kurt Blome a Posen, l'Istituto statale di ricerca a Insel Riems era una struttura a duplice uso durante la seconda guerra mondiale dove furono condotti almeno alcuni esperimenti di guerra biologica. È stata fondata nel 1909-10 per studiare l'afta epizootica e dalla seconda guerra mondiale ha impiegato circa 20 scienziati e uno staff di circa 70-120 persone. Dal 1919 al 1948 il suo direttore fu Otto Waldmann. Hans-Christoph Nagel, veterinario ed esperto di guerra biologica per l'esercito tedesco, era responsabile della ricerca sull'uso delle malattie degli animali e degli insetti come armi biologiche. Come Blome, anche Traub fu impiegato dal governo degli Stati Uniti dopo la guerra come esperto di guerra biologica.

## Insetticidi ed esperimenti con il gas nervino
Blome ha anche lavorato su disperdenti aerosol e metodi per spruzzare agenti nervini come Tabun e Sarin dagli aerei e ha testato gli effetti di questi gas sui prigionieri di Auschwitz. La IG Farben aveva sviluppato il gas nervino nel 1936 come risultato della sua ricerca sugli insetticidi, e i compiti di Blome includevano la preparazione di misure difensive contro il possibile uso alleato di armi biologiche trasmesse da insetti, sia in un primo attacco che in rappresaglia per l'uso tedesco tali armi. Già nel settembre 1940, Wolfram Sievers, direttore del SS Ahnenerbe Institute, aveva avvertito Blome della necessità di espandere la produzione di insetticidi per far fronte a questa eventualità. Ciò ha portato Blome a sperimentare la dispersione di insetticidi, fungicidi e gas nervino dagli aerei, soprattutto dopo che Hitler aveva ordinato un "drastico aumento" della produzione di Tabun e Sarin presso lo stabilimento IG Farben di Dyhernfurth nella Germania orientale. Su ordine di Himmler nel 1944, Blome li testò anche sui detenuti di Auschwitz.

## Volo dall'Istituto di Poznan
Blome fuggì da Posen nel gennaio 1945 poco prima dell'arrivo dell'Armata Rossa e non fu in grado di distruggere completamente le strutture. Informò Walter Schreiber, capo dell'Ispettorato medico militare della Wehrmacht, che era "molto preoccupato che le installazioni per esperimenti umani che erano nell'istituto e riconoscibili come tali, sarebbero state facilmente identificate dai russi". Si trasferì nella città di Geraburg in Turingia, dove la Wehrmacht e le SS avevano già costruito un'altra struttura di guerra biologica travestita da istituto di ricerca sul cancro. Blome portò con sé le sue colture biologiche dalla Polonia e stava ancora promettendo a Hitler una Wunderwaffe o "arma miracolosa" che avrebbe cambiato le sorti della guerra a favore della Germania, ma la struttura di Geraburg fu catturata dall'esercito americano nell'aprile 1945, insieme ai suoi documenti e alle sue attrezzature.

## Collaborazione con l'Unità 731 e il programma di guerra biologica giapponese
Durante la guerra, i programmi di guerra biologica tedesco e giapponese si sono scambiati informazioni, campioni e attrezzature tramite i sottomarini. L'ultimo di questi sottomarini partì dal Giappone nel maggio 1945. I giapponesi distrussero molti dei documenti su questi contatti e sul programma di guerra biologica prima della loro resa nell'agosto 1945. Negli anni '30, Hitler aveva ordinato al gruppo di ufficiali guidati da Otto Muntsch di studiare l'uso da parte del Giappone di armi chimiche e biologiche contro la Cina. Questi programmi di cooperazione e scambio scientifici furono formalizzati in una serie di accordi nel 1938-1939. Hojo Enryo, un medico dell'esercito giapponese ed esperto di armi biologiche "visitava spesso il Robert Koch Institute e le aziende sotto l'occupazione tedesca per raccogliere informazioni sulla ricerca sulla guerra batteriologica" Gerhard Rose, che era "l'esperto tedesco di malattie tropicali e tifo epidemico" e in seguito imputato al processo ai medici di Norimberga, fornì campioni del virus della febbre gialla all'Unità 731 che non erano stati in grado di ottenere dagli Stati Uniti. L'istituto di Blome a Posen era molto simile nel design alla struttura dell'Unità 731 a Pingfan, in Manciuria.

## Attività postbelliche ed impiego negli Stati Uniti
Blome fu arrestato a Monaco di Baviera il 17 maggio 1945 dal Counter Intelligence Corps (CIC, un servizio di intelligence dell'esercito) degli Stati Uniti. Non aveva documenti tranne la patente di guida. Dopo alcune settimane di custodia, durante le quali il CIC ha verificato la sua identità, Blome è stato portato al castello di Kransberg (un castello medievale a nord di Francoforte ). Dopo il suo arrivo al castello, fu trasmesso un messaggio segreto all'Operazione Alsos, una squadra di esperti anglo-americani, incaricata di indagare sullo stato della tecnologia bellica tedesca e italiana verso la fine della guerra:
Si ritiene che l'intervento americano abbia salvato Blome dalla forca in cambio di informazioni sulla guerra biologica, sul gas nervino e sulla fornitura di consigli sui programmi americani riguardo armi chimiche e biologiche. Nel novembre 1947, due mesi dopo la sua assoluzione a Norimberga, Blome fu intervistato da quattro rappresentanti di Camp Detrick, nel Maryland, tra cui H.W. Batchelor, in cui "identificava esperti di guerra biologica e la loro posizione e descriveva diversi metodi di conduzione della guerra biologica."
Nel 1951, fu assunto dall'U.S. Army Chemical Corps nell'ambito del Project 63, uno dei successori dell'Operazione Paperclip, per lavorare sulla guerra chimica. Il suo fascicolo ometteva di menzionare Norimberga. Gli è stato negato il visto dal console degli Stati Uniti a Francoforte, è stato impiegato presso l'European Command Intelligence Center a Oberursel, nella Germania occidentale. Lavorò lì su un progetto top secret mai declassificato, etichettato nel fascicolo del caso dello scienziato straniero di Blome come "Esercito, 1952, Progetto 1975".
Non fu più arrestato o accusato di crimini di guerra dopo la sua assoluzione al processo dei medici di Norimberga nel 1947. Continuò anche a esercitare la professione medica nella Germania occidentale e fu attivo in politica come membro del partito nazional-conservatore tedesco. Morì a Dortmund nel 1969.

## Opere
- "Krebsforschung und Krebsbekämpfung". Ziel e Weg. Die Gesundheitsführung Nr. 11 (1940) S. 406–412
- Arzt im Kampf: Erlebnisse und Gedanken. – Lipsia: Barth, 1942